# Relació senyal-soroll
La relació senyal-soroll (en anglès Signal to noise ratio, SNR o S/N) es defineix com el marge que hi ha entre la potència del senyal que es transmet i la potència del soroll que el corromp. Aquest marge és mesurat en decibels. Rang dinàmic i relació senyal-soroll per referir-se a aquest marge que hi ha entre el soroll de fons i nivell de referència, es poden utilitzar com a sinònims. No passa el mateix, quan el rang dinàmic indica la distància entre el nivell de pic i el soroll de fons. Que en les especificacions tècniques d'un equip, aparegui la relació senyal-soroll indicada en dB, no vol dir res si no va acompanyat pels punts de referència utilitzats i les ponderacions.
Per tal d'indicar correctament el marge dinàmic, la mesura en dB ha d'anar acompanyada per:
- La corba de ponderació.
- El nivell de referència.

Per exemple, en el cas d'un magnetòfon en unes especificacions tècniques trobaríem:
60 dB, CIR 468-3 (ref. 1 kHz, 320 nWb/m-1) .
On:
- CIR 468-3 és la corba de ponderació
- 1 kHz és el nivell de referència
- 320 nWb/m-1 és el nivell magnètic en què s'ha gravat el nivell de referència.

Per poder comparar equips pel que fa a la seva resposta en freqüència, els equips han d'haver mesurat aquesta relació senyal/soroll utilitzant la mateixa corba de ponderació i nivell de referència.

## Factor de soroll
La magnitud del soroll generat per un dispositiu electrònic, per exemple un Un amplificador electrònic, es pot expressar mitjançant la denominada figura de soroll (F), que és el resultat de dividir la relació senyal/soroll a l'entrada (S/R) ent per la relació senyal/soroll a la sortida (S/R) sort, quan els valors de senyal i soroll s'expressen en nombres simples:
{\displaystyle F={\frac {(S/R)ent}{(S/R)sort}}}
No obstant això, atès que els valors de relació senyal/soroll solen expressar-se en forma logarítmica, normalment en decibels, la figura de soroll en decibels serà, per tant, la diferència entre les relacions S/R a l'entrada i en la sortida de l'element sota prova, ja que:
{\displaystyle 10\cdot \log F=10\log {(S/R)ent}-10\log {(S/R)sort}}
En lloc de {\displaystyle dB_{SPL}}, també és comú efectuar la mesura de la figura de soroll en decibels A ({\displaystyle dB_{A}}) ponderats en funció de la (corba A)
La figura de soroll és un paràmetre important en els sistemes de transmissió, ja que mentre el soroll extern mai es podrà eliminar totalment, la reducció del soroll generat pels equips depèn de la cura del seu disseny. L'expressió factor de soroll és una traducció errònia del terme anglès noise factor.

## Millorar el factor SNR
Totes les mesures reals són pertorbades pel soroll. Això inclou el soroll electrònic, però també es poden incloure esdeveniments externs que afecten el fenomen mesurat - vent, les vibracions, l'atracció gravitacional de la lluna, les variacions de la temperatura, les variacions d'humitat, etc. depenent del que es mesura i de la sensibilitat del dispositiu. Sovint és possible reduir el soroll controlant l'ambient o condicions externes. D'altra banda, quan les característiques del soroll es coneixen i són diferents de les característiques dels senyals, és possible filtrar o processar el senyal. Quan el senyal és constant o periòdic i el soroll és aleatori, és possible millorar el SNR fent una mitjana de les dades mostrejades, donant d'aquesta manera més pes a les dades consistents i periòdiques.

## Aplicacions en química
La relació senyal/soroll quantifica la bondat d'un instrument per a realitzar una anàlisi de components emprant el mateix. Segons la IUPAC es defineix el límit de detecció com 3 vegades la desviació estàndard dels blancs (el soroll produït per l'instrument) entre el pendent de la recta de calibratge de l'instrument. El motiu d'aquesta definició és senzill: ja que només es pot detectar aquell component que produeixi un senyal superior a 3 vegades el senyal produït per l'instrument sense component químic s'assegura que el senyal estudiat és degut a la mostra. Tanmateix, això impedeix determinar components la concentració generi senyal de menys intensitat, això es coneix com a pèrdua de sensibilitat.